# Cymopterus

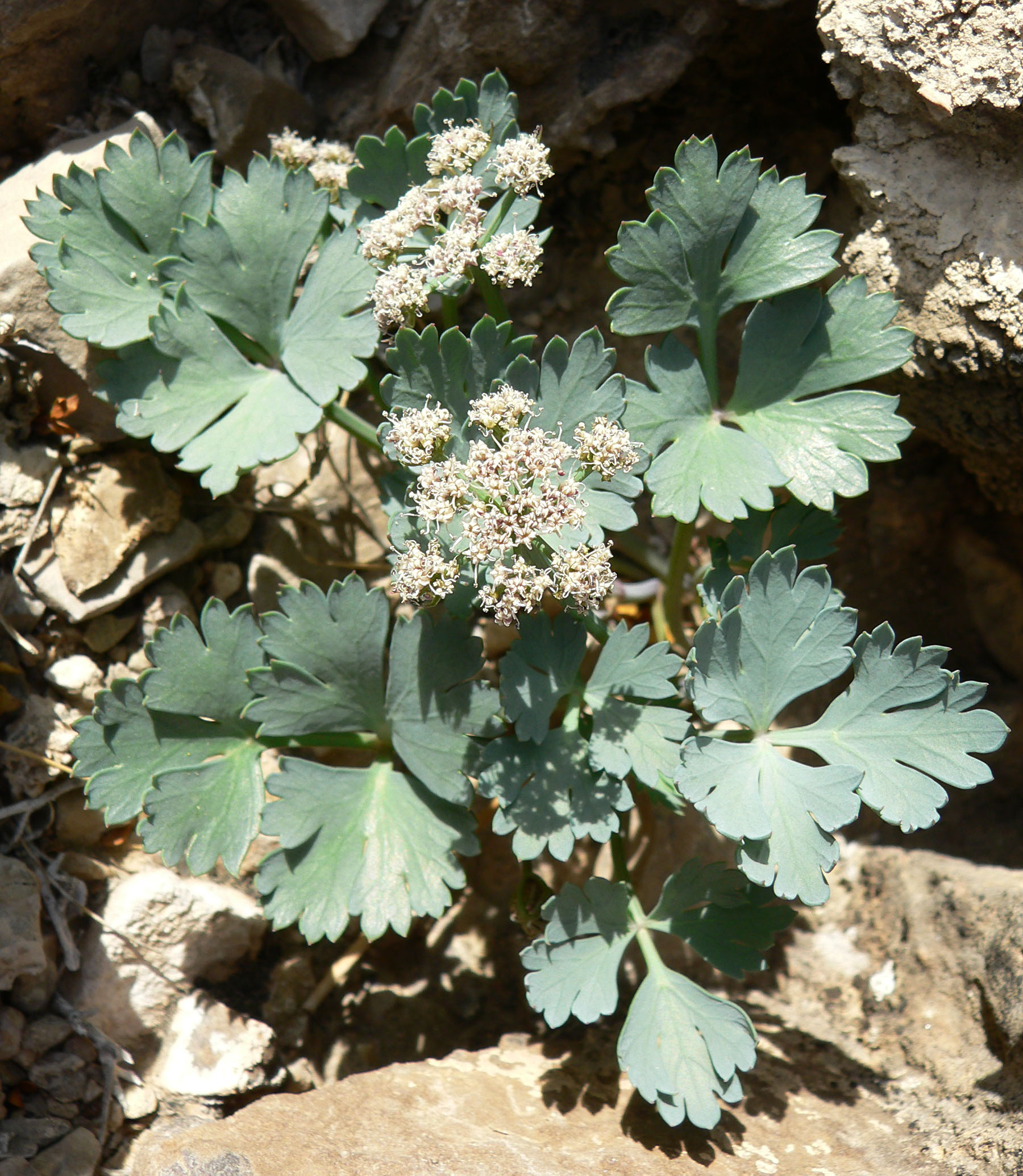
Cymopterus gilmanii

Cymopterus – rodzaj roślin należący do rodziny selerowatych Apiaceae. Obejmuje ok. 27, 40, 44 gatunków. Występują one w zachodniej części Ameryki Północnej od południowego Meksyku po środkowo-południową część Kanady. Rośliny zasiedlają głównie suche siedliska, są niskimi bylinami o grubym, spichrzowym korzeniu i trójdzielnych liściach. Owoce mają dwa boczne i trzy grzbietowe żebra zwykle silnie rozwinięte i faliste, tworzące oskrzydlenie owocu. Niektóre gatunki mają jadalne korzenie i liście, spożywane przez Indian.

## Systematyka
Pozycja systematyczna
Rodzaj w obrębie rodziny selerowatych (baldaszkowatych) Apiaceae klasyfikowany jest do podrodziny Apioideae, plemienia Selineae. Analizy molekularne gatunków opisanych z zachodniej części Ameryki Północnej jako przedstawiciele rozmaitych rodzajów (Aletes, Lomatium, Musineon, Oreoxis, Pseudocymopterus, Pteryxia, Tauschia) okazały się tworzyć zagnieżdżoną wzajemnie jedną grupę siostrzaną względem rodzaju dzięgiel Angelica.
Wykaz gatunków
- Cymopterus aboriginum M.E.Jones
- Cymopterus alpinus A.Gray
- Cymopterus anisatus A.Gray
- Cymopterus bakeri (J.M.Coult. & Rose) M.E.Jones
- Cymopterus basalticus M.E.Jones
- Cymopterus beckii S.L.Welsh & Goodrich
- Cymopterus cinerarius A.Gray
- Cymopterus coulteri (M.E.Jones) Mathias
- Cymopterus crawfordensis K.Moon, S.L.Welsh & Goodrich
- Cymopterus davidsonii (J.M.Coult. & Rose) R.L.Hartm.
- Cymopterus davisii R.L.Hartm.
- Cymopterus deserticola Brandegee
- Cymopterus douglassii R.L.Hartm. & Constance
- Cymopterus duchesnensis M.E.Jones
- Cymopterus evertii R.L.Hartm. & R.S.Kirkp.
- Cymopterus filifolius (Mathias, Constance & W.L.Theob.) B.L.Turner
- Cymopterus gilmanii C.V.Morton
- Cymopterus glaucus Nutt.
- Cymopterus globosus (S.Watson) S.Watson
- Cymopterus glomeratus (Nutt.) DC.
- Cymopterus goodrichii S.L.Welsh & Neese
- Cymopterus hallii (A.Gray) B.L.Turner
- Cymopterus hendersonii (J.M.Coult. & Rose) Cronquist
- Cymopterus humilis (Raf.) Tidestr.
- Cymopterus jonesii J.M.Coult. & Rose
- Cymopterus lapidosus (M.E.Jones) M.E.Jones
- Cymopterus lemmonii (J.M.Coult. & Rose) Dorn
- Cymopterus longipes S.Watson
- Cymopterus longiradiatus (Mathias, Constance & W.L.Theob.) B.L.Turner
- Cymopterus macdougalii (J.M.Coult. & Rose) Tidestr.
- Cymopterus megacephalus M.E.Jones
- Cymopterus minimus (Mathias) Mathias
- Cymopterus newberryi (S.Watson) M.E.Jones
- Cymopterus nivalis S.Watson
- Cymopterus panamintensis J.M.Coult. & Rose
- Cymopterus petraeus M.E.Jones
- Cymopterus purpureus S.Watson
- Cymopterus ripleyi Barneby
- Cymopterus rosei (M.E.Jones ex Coult. & Rose) M.E.Jones
- Cymopterus sessiliflorus (W.L.Theob. & C.C.Tseng) R.L.Hartm.
- Cymopterus spellenbergii R.L.Hartm. & J.E.Larson
- Cymopterus terebinthinus (Hook.) Torr. & A.Gray
- Cymopterus trotteri (S.L.Welsh & Goodrich) Cronquist
- Cymopterus williamsii R.L.Hartm. & Constance